# Simone Koot
Simone Koot, född 12 november 1980 i Utrecht, är en nederländsk vattenpolospelare. Hon ingick i Nederländernas landslag vid olympiska sommarspelen 2008.
Koot tog OS-guld i damernas vattenpoloturnering i samband med de olympiska vattenpolotävlingarna 2008 i Peking. EM-brons tog hon år 2010 i Zagreb. År 2012 meddelade Koot att hon avslutar sin landslagskarriär.